# Amenemhet-III.-Pyramide
Die auch als Schwarze Pyramide bekannte Dahschur-Pyramide Amenemhets III. wurde von König Amenemhet III. aus der 12. Dynastie in Auftrag gegeben, der noch in der ersten Hälfte seiner langen Regierungszeit insgesamt zwei Pyramiden bauen ließ. Bereits im 2. Jahr seiner Regentschaft begann er mit dem Bau dieser Pyramide „Amenemhet ist mächtig“ in Dahschur; später entstand im Fajum nahe Hawara eine zweite mit gleichem Basismaß, die Hawara-Pyramide.

## Forschungsgeschichte
Eine erste Dokumentation der Pyramide führte 1839 John Shae Perring durch. Die Publikation erfolgte 1842 durch ihn selbst und durch Richard William Howard Vyse. Karl Richard Lepsius besuchte Dahschur während seiner Ägypten-Expedition 1842–1846 und dokumentierte zwischen Februar und April 1843 die dortigen Ruinen. Die Amenemhet-III.-Pyramide nahm er unter der Nummer LVIII in seine Pyramiden-Liste auf. 1857 wurde die Pyramide durch Francis Frith erstmals fotografisch festgehalten.
Erste Grabungen im Pyramidenkomplex führte Jacques de Morgan 1894/95 durch. Im Oktober 1900 wurde der Komplex erneut einer kleineren Untersuchung unterzogen. Dies war nötig geworden, da es zuvor zu mehreren Diebstählen und sogar einem bewaffneten Überfall auf die Wächter der Nekropole von Dahschur gekommen war. Hierbei entdeckte der Inspektor Reis Chalifah im Schutt an der Ostseite das Pyramidion aus schwarzem Granit. Der gute Zustand der beschrifteten Pyramidenspitze lässt vermuten, dass sie nie aufgesetzt wurde. Zwischen 1976 und 1983 führte das Deutsche Archäologische Institut (DAI) unter Leitung von Dieter Arnold weitere Grabungen durch, deren Ergebnisse zunächst zeitnah in mehreren Vorberichten und 1987 in einer abschließenden Gesamtpublikation veröffentlicht wurden. Karin Haslacher legte 1998 einen Band zu den während der DAI-Grabungen gemachten Funden vor.

## Name
Eine Besonderheit der Pyramiden der 12. Dynastie ist die Verwendung unterschiedlicher Namen für verschiedene Teile des Pyramidenkomplexes. Während die Anlagen des Alten Reiches lediglich einen Namen für den gesamten königlichen Grabkomplex besaßen, hatten die Anlagen der 12. Dynastie bis zu vier Namen, welche die eigentliche Pyramide, den Totentempel, die Kultanlagen des Bezirks sowie die Pyramidenstadt bezeichneten. Für die Amenemhet-III.-Pyramide lässt sich keiner der vier Namen sicher zuordnen. Die Namen der Pyramide und der Kultanlage sind unbekannt. Der Totentempel dürfte wegen der Verlegung von Amenemhets Grabstätte keinen Namen bekommen haben. Lediglich für die Pyramidenstadt lässt sich der Name Sechem-Imen-em-hat („Amenemhet ist stark“) annehmen. Es handelt sich hierbei um dieselbe Stadt, die Amenemhets Urgroßvater Amenemhet II. für seine Pyramide anlegen ließ.

## Die Pyramide

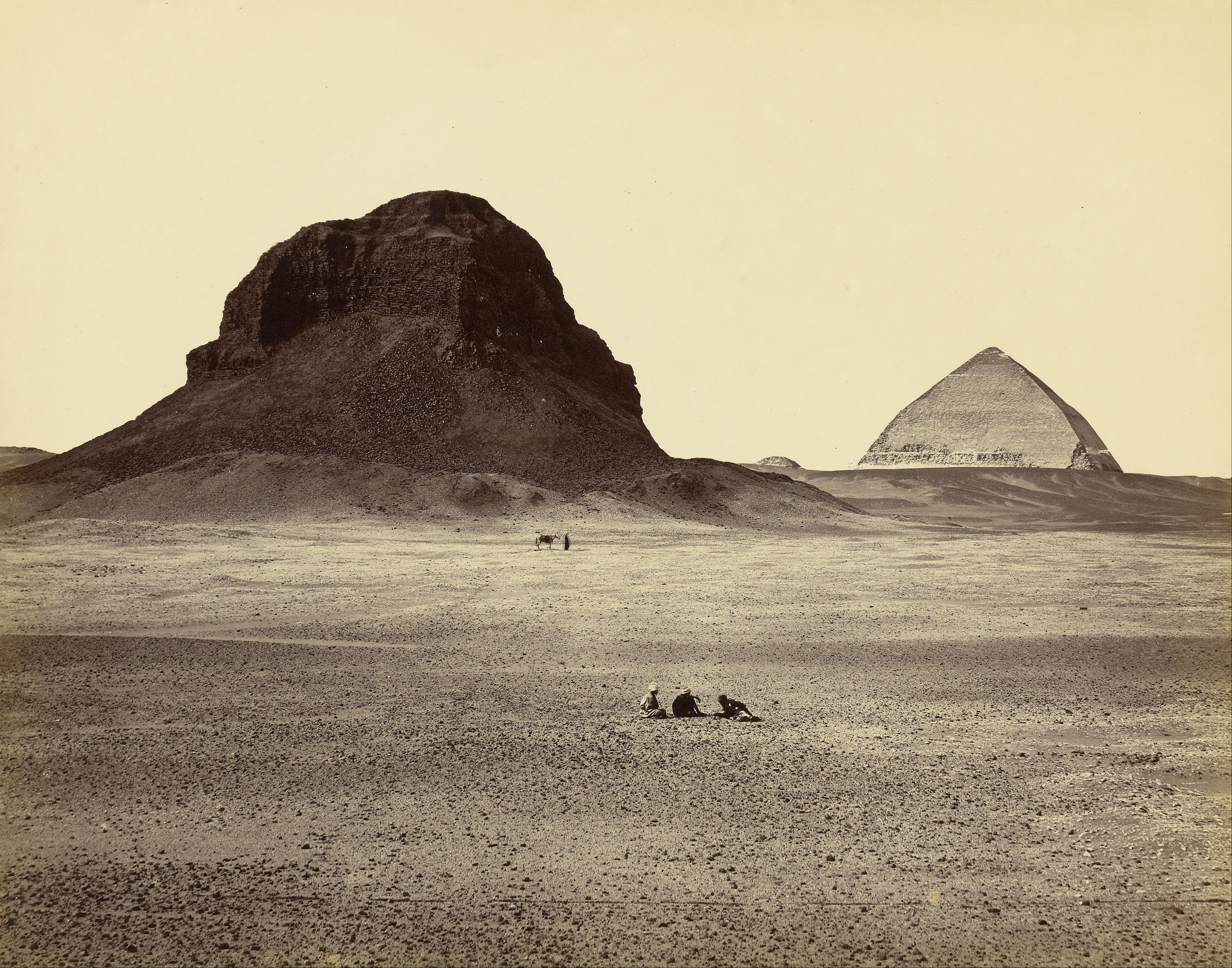
Fotografie der Schwarzen Pyramide in Dahschur von Francis Frith (1857), im Hintergrund die Knickpyramide des Snofru (105 m hoch)

### Der Oberbau
Die Dahschur-Pyramide des Amenemhet III. hatte ein Basismaß von etwa 105 m und wäre bei einem Neigungswinkel von 57° etwa 80 Meter hoch geworden. Damit wäre sie die sechsthöchste der ägyptischen Pyramiden insgesamt sowie die höchste ägyptische Pyramide, die nach der Zeit des Alten Reiches erbaut wurde.
Der Kern der Pyramide besteht ganz aus Lehmziegeln ohne Stützmauern. Die Außenverkleidung bestand aus Tura-Kalkstein und ist heute verloren. Witterungs- und Umwelteinflüsse führten zu dem heute so skurrilen Aussehen des Bauwerks.

### Das Pyramidion

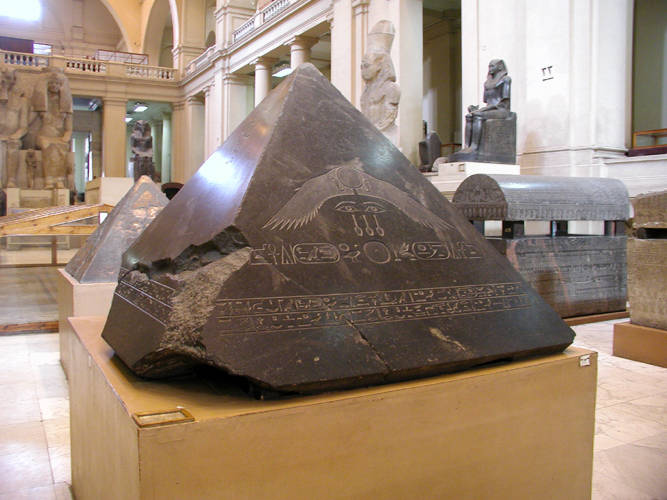
Das Pyramidion, Blick auf die prospektive Ostseite (im Ägyptischen Museum von Kairo)

Das Pyramidion besteht aus spiegelglatt poliertem schwarzen Granit. Es hat eine Höhe von 1,40 m und eine Kantenlänge von 1,85 m. Die Unterkanten sind eingeschrägt und weniger sorgsam geglättet als die Schauseiten. Dies geschah, um den Abschlussstein der Pyramide fest in einer Nut zu verankern. Die Ostseite weist ein zentrales Bild auf, das eine Flügelsonne mit leicht gesenkten Schwingen zeigt, die zwei Augen und drei nfr-Zeichen umschließt. Darunter folgt eine Sonnenscheibe, an die sich links der Eigen- und rechts der Thronname Amenemhets III. anschließen. Zusammen ergeben diese Zeichen den Satz „Amenemhet schaut die Schönheit der Sonne“. Im unteren Bereich verläuft eine hieroglyphische Inschrift um alle vier Seiten des Pyramidions. Die Inschrift auf der Ostseite beginnt mit den Worten „Geöffnet ist das Gesicht König Amenemhets, er schaut den Herrn des Horizonts (den Sonnengott), wie er den Himmel durchfährt“. Auf der Nordseite beginnt sie mit den Worten „Höher ist die Seele (b3 - Ba) Königs Amenemhets als die Höhe des Orion und sie vereinigt sich mit der Unterwelt (dw3t - Duat).“ Das Pyramidion befindet sich heute im Ägyptischen Museum in Kairo (Inv.-Nr. JE 35133 und JE 35745).

### Das Kammersystem

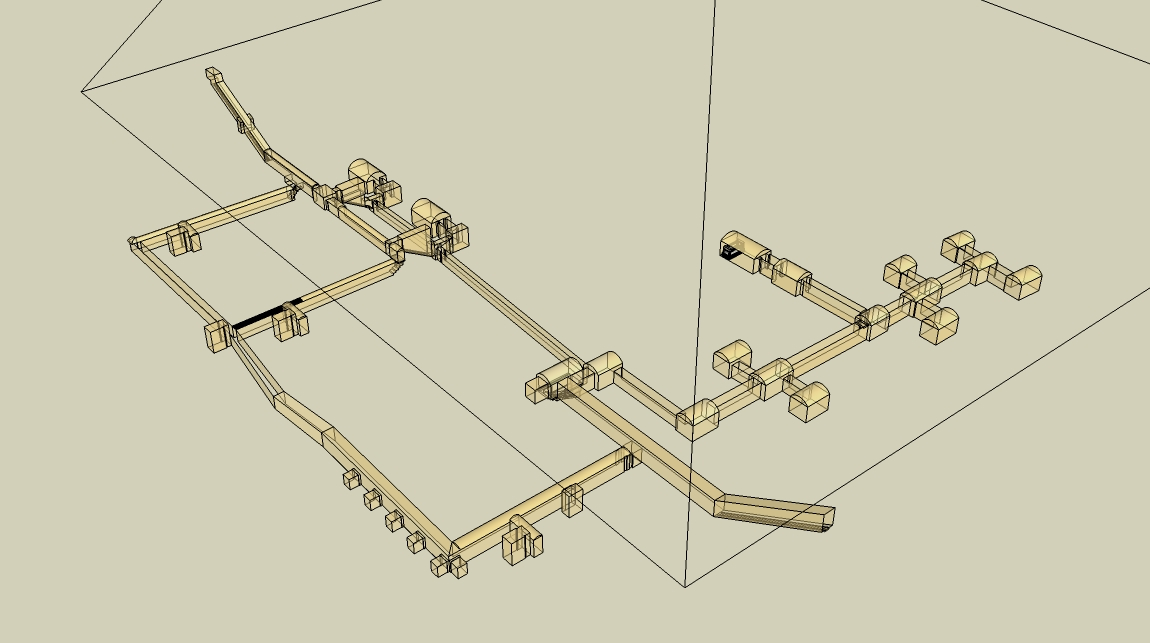
Substruktur der Pyramide

Die Pyramide besitzt zwei Eingänge, jeweils einen am Südende der Ostseite und der Westseite. Sie führen zu zahlreichen Kammern, Gängen und Treppen sowie einigen Grabkammern. Mit dieser Konstruktion ist Amenemhet III. König Djoser aus der 3. Dynastie gefolgt, denn nur seine Pyramide weist eine so komplizierte Substruktur auf.
Neben der nie benutzten Grabkammer des Königs sind mehrere Bestattungen für Königinnen und Königstöchter mit ihren Grabkammern, Kanopennischen und Ka-Kapellen in das Bauwerk integriert worden. Beide Königinnenkammern wurden benutzt: die westliche für die Königin Aat; die andere für Chnumneferhedjet. Die Mumienreste der Königinnen lassen auf ein Sterbealter von 35 bzw. 25 Jahren schließen. Insgesamt sechs Bestattungen fand man in der Pyramide (z. B. Hathorhetep).
Bereits kurz vor Fertigstellung der Pyramide wurden schwerwiegende Baumängel sichtbar, die den König zum Bau der zweiten Pyramide veranlasst haben: der Untergrund war instabil, zu viele Räume und Korridore sowie eine mangelhafte Deckenkonstruktion ließen das Bauwerk unter das Pflaster des Hofes absacken. Durch Zedernbalken und Mauern aus Lehmziegeln wurde versucht, den Druck aufzufangen und Risse zu kaschieren.

### Der königliche Sarkophag

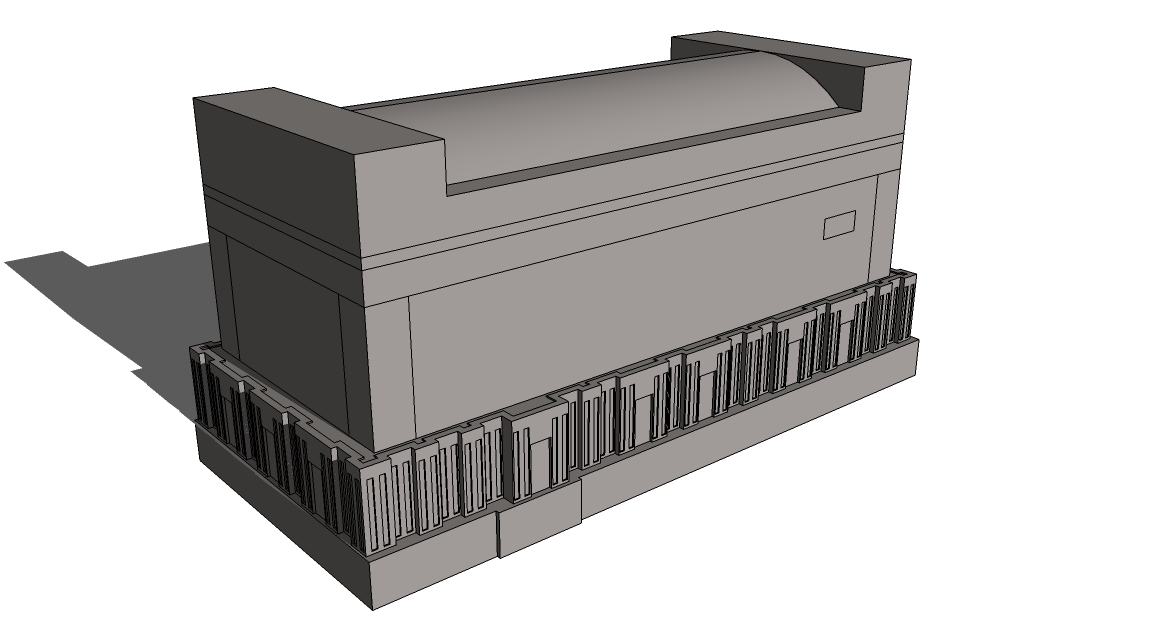
3D-Modell des Sarkophags

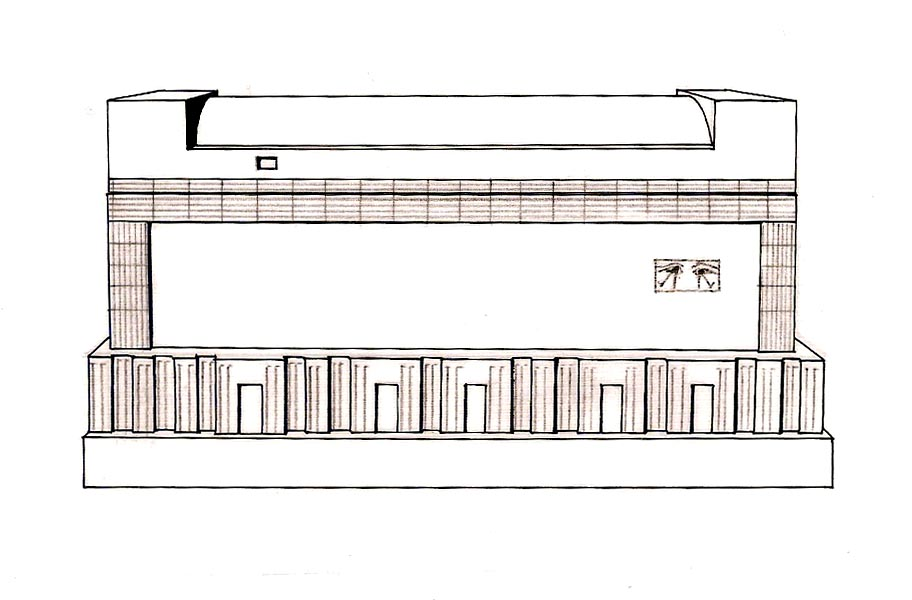
Das Dekor des Sarkophags

Der Sarkophag Amenemhets III. besteht aus Rosengranit und lehnt sich in seiner Gestaltung stark an den seines Vaters Sesostris III. an. Die Wanne besitzt einen zweifach gegliederten Sockel und misst am Boden 2,61 × 1,16 m, an der zweiten Sockelstufe 2,56 × 1,11 m und am oberen Ende 2,41 × 0,97 m. Ihre Höhe beträgt 0,99 m. Der Deckel misst zusätzliche 0,32 m. Die Innenmaße des Sarkophags betragen 2,02 × 0,58 × 0,70 m. Der Sockel ist bis zu einer Höhe von 17 cm glatt und unverziert. Hieran schließt sich eine zweite Stufe mit einer Höhe von 33 cm an, die mit einer umlaufenden Palastfassade verziert ist. Sie weist fünf Tore an der Ostseite, vier an der Westseite und jeweils drei an der Nord- und Südseite. Das südöstliche Tor ist durch einen leichten Absatz besonders hervorgehoben. Die Kanten und der obere Rand der Wand weisen ein Dekor in Form von Mattengeflecht auf. Am nördlichen Ende der Ostseite befindet sich ein kleines, eingetieftes Feld, auf dem in erhabenem Relief ein Paar Udjat-Augen herausgearbeitet ist. Der Deckel ist gewölbt und besitzt zwei Endleisten an den Schmalseiten, die etwas über die Wölbung hinausragen. Auch der untere Rand des Deckels weist ein Dekor auf, das Mattengeflecht imitiert. Die Innenseite des Sarkophags ist undekoriert. Hieroglyphische Inschriften sind nicht vorhanden. Die Wanne besitzt zwei sich nach Osten vertiefende Nuten an den Schmalseiten, in die der Deckel von Westen hineingeschoben wurde.
Form und Dekor des Sarkophags greifen Vorbilder der Frühdynastik und des Alten Reiches auf. Das Mattengeflecht und der gewölbte Deckel mit Endleisten gehen ursprünglich auf das butische Heiligtum Per-nu Unterägyptens zurück, das schon früh als Vorbild für hölzerne Särge diente. Ab der 3. Dynastie wurde diese Gestaltungsform dann auf steinerne Sarkophage übertragen. In der 12. Dynastie wurde dieses Vorbild des Alten Reichs unter Sesostris I. zunächst für Privat-Sarkophage wieder aufgegriffen und ab Sesostris III. schließlich für königliche Sarkophage. Die Palastfassade wiederum hat ihren Ursprung in den frühdynastischen Talbezirken im oberägyptischen Abydos. Eine Umsetzung dieser aus Ziegel errichteten Bauwerke in Stein erfolgte erstmals in der Pyramidenanlage des Djoser in Sakkara. Diese diente als konkretes Vorbild für die Gestaltung des Sarkophags Amenemhets III. und wahrscheinlich auch schon Sesostris’ III., was sich an der Anzahl und Verteilung der Tore ablesen lässt.

## Der Pyramidenbezirk

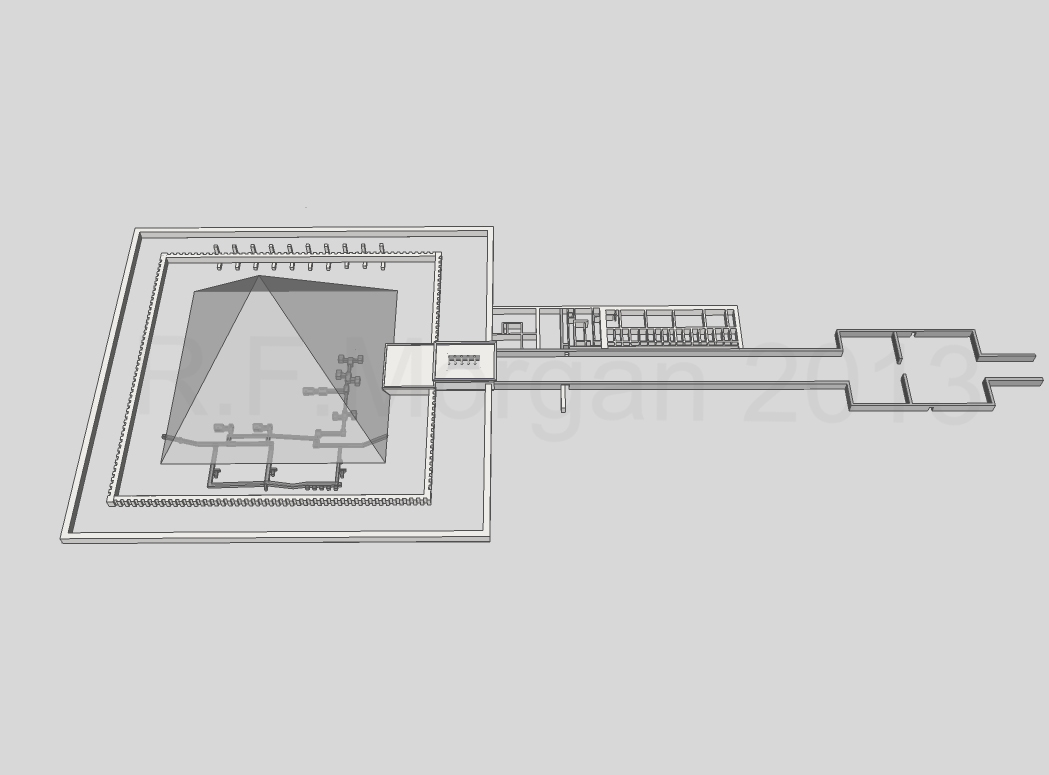
Modell des Pyramidenbezirks

Der Pyramidenbezirk war in Ost-West-Richtung orientiert. Wie üblich waren der Pyramide ein Taltempel, ein Aufweg und ein Totentempel vorgelagert. Die Pyramide besaß zwei Umfassungsmauern aus verputzten Ziegeln. Die äußere Mauer war glatt, die innere wies eine umlaufende Nischengliederung auf.

### Taltempel und Aufweg
Der nur teilweise ergrabene Taltempel besteht aus zwei Höfen, die terrassenförmig ansteigen. An der östlichen Eingangsfront weist er eine verstärkte Mauer auf, bei der es sich um einen Vorläufer der Pylone des Neuen Reichs handelt. Ein 18,50 m breiter, von einer Ziegelmauer begrenzter Aufweg verbindet den Tal- mit dem Totentempel. An die nördliche Außenseite des Aufwegs grenzt eine Priestersiedlung an.

### Die äußere Umfassungsmauer und der äußere Hof

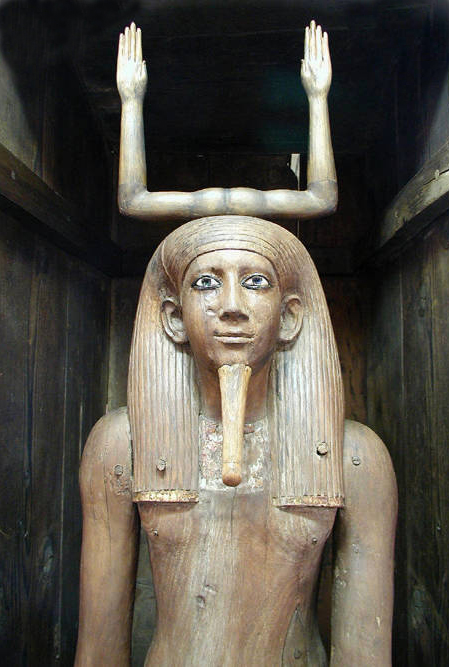
Hölzerne Ka-Statue aus dem Grab des Hor I.

Im Norden der Außenumfassung befinden sich zehn Schachtgräber, die für Familienmitglieder Amenemhets III. angelegt worden waren. In zwei dieser Schächte wurden etwa einhundert Jahre nach dem Bau der Amenemhet-III.-Pyramide in der 13. Dynastie König Hor I. und dessen vermutliche Tochter Prinzessin Nubhetepti-chered beigesetzt.

### Der Totentempel
Der Totentempel ist völlig zerstört. Wie schon in den meisten früheren Pyramidenanlagen der 12. Dynastie ist er gegenüber Vorbildern des Alten Reichs stark reduziert. Er gliedert sich in einen inneren und einen äußeren Teil. Der äußere Bereich besteht lediglich aus einem offenen Hof, der von achtzehn achtstengeligen Papyrussäulen aus Granit umstanden war. Der innere Bereich besteht aus einer ost-westlich orientierten Opferhalle und zwei Nebenräumen.

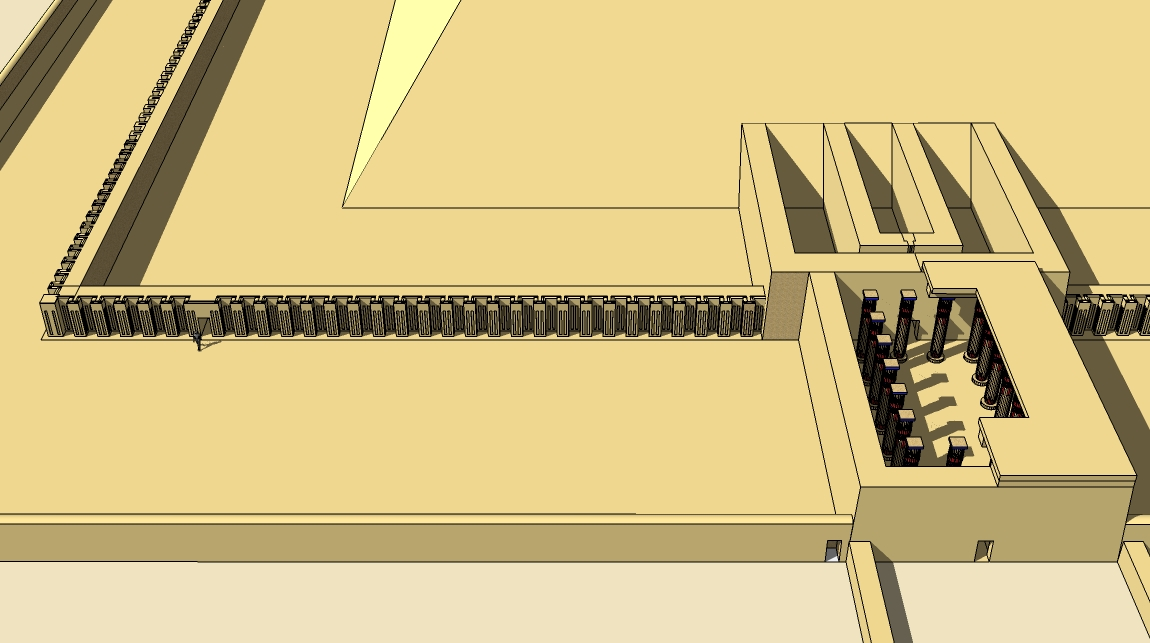
Rekonstruktion des Totentempels
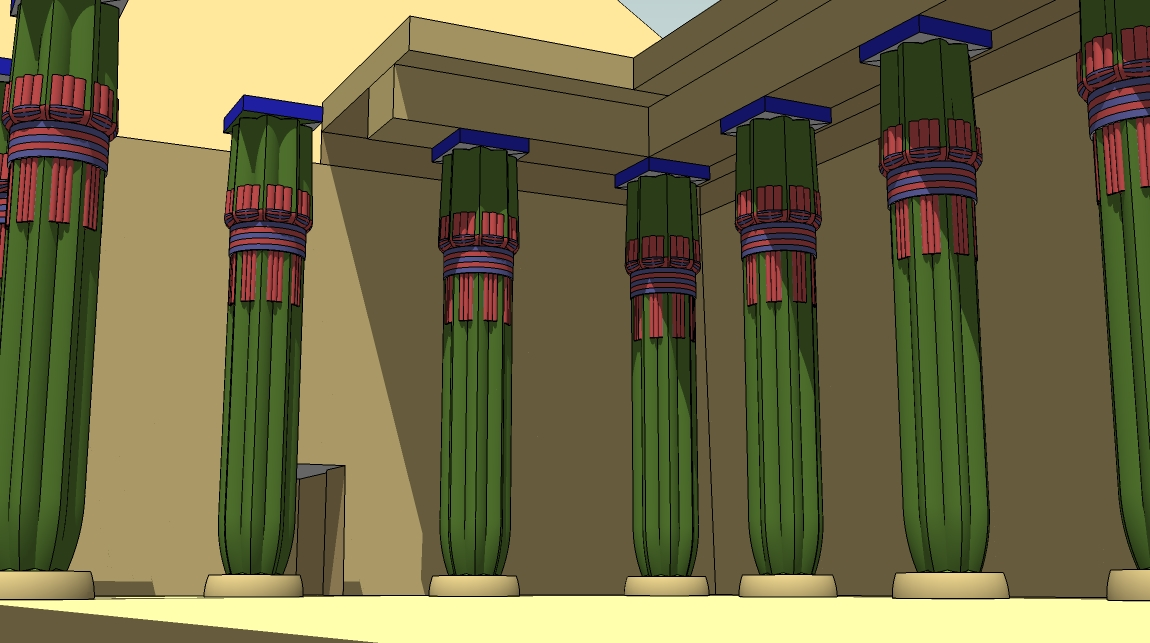
Rekonstruktion der Papyrussäulen
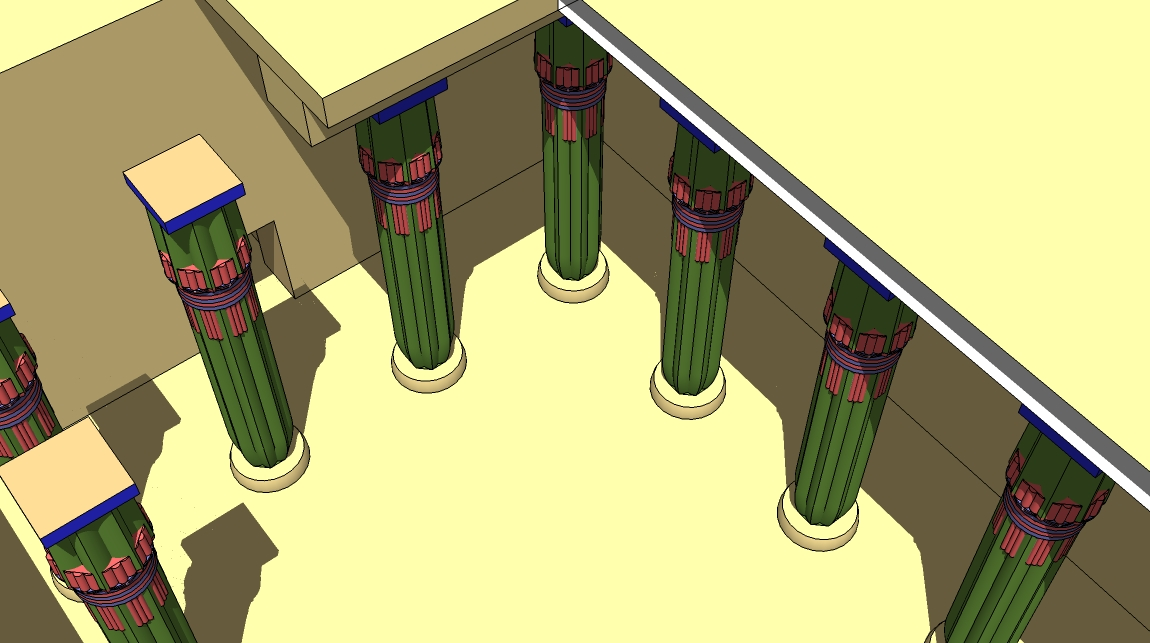
Rekonstruktion der Papyrussäulen